# Hyphessobrycon nigricinctus
Hyphessobrycon nigricinctus és una espècie de peix de la família dels caràcids i de l'ordre dels caraciformes.

## Hàbitat
Viu a àrees de clima tropical.

## Distribució geogràfica
Es troba a Sud-amèrica: Perú.